# Jarosław Ptaszek
Jarosław Ptaszek (ur. 1954 w Dęblinie) – polski rolnik, społecznik i przedsiębiorca.

## Życiorys
Absolwent  warszawskiej SGGW. 
W 1977 założył w Stężycy firmę będącą w Polsce największym i jednym z najnowocześniejszych na świecie gospodarstw ogrodniczych zajmujących się produkcją kwiatów i roślin doniczkowych.
Z żoną Marią ma troje dzieci: Agnieszkę, Michała i Jacka. 

## Odznaczenia i zasługi
- 2003 - tytuł Ambasadora Województwa Lubelskiego - za szczególne osiągnięcia w promocji Lubelszczyzny w kraju i za granicą;
- 2005 - Złoty Krzyż Zasługi za działalność na rzecz polskiego rolnictwa i rozwoju regionu lubelskiego[3];
- 2013 - Medal “Zasłużony dla Ziemi Stężyckiej”[4];
- 2018 - Krzyż Kawalerski Orderu Odrodzenia Polski za wybitne zasługi dla rozwoju gospodarki narodowej i przedsiębiorczości, za działalność na rzecz społeczności lokalnej[5].

## Linkowanie zewnętrzne
- JMP Flowers. jmpflowers.pl. [zarchiwizowane z tego adresu (2018-07-02)]., jmpflowers.pl